# Извор (община Липково)
Вижте пояснителната страница за други значения на Извор.
Извор (на македонска литературна норма: Извор; на албански: Izvori, Извори) е село в Северна Македония, в община Липково.

## География
Селото е разположено в западните поли на Скопска Църна гора.

## История
Селото е споменато в Първата Архилевицка грамота от 1354/5 г. като дарение от севастократор Деян в полза на църквата в Архилевица. През 1378 - 1379 година наследниците на Деян - Йоан и Константин Драгаш - даряват църквата в Архилевица с всичките ѝ имоти на манастира Хилендар в Света гора.
В края на XIX век Извор е албанско село в Кумановска каза на Османската империя. Според статистиката на Васил Кънчов („Македония. Етнография и статистика“) от 1900 година Извор е село, населявано от 160 арнаути мохамедани.
Според преброяването от 2002 година селото има 4 жители, всички албанци.

## Личности
Родени в Извор
- Сейфедин Сулеймани (1938-2008), писател и политик от Северна Македония от албански произход